# ImproFest
ImproFest – jeden z pierwszych w Polsce festiwali improwizacji teatralnej, odbywający się w listopadzie od 2011 roku w Krakowie. Na jego scenie prezentują się najstarsze i najlepsze grupy improwizatorów z całego kraju i z zagranicy. Podczas każdego z występów spektakle, skecze, piosenki tworzone są spontanicznie, w oparciu o ustalone zasady i sugestie widowni. Wydarzenia programu głównego od 2017 roku organizowane są w Klubie Studio.
Poza głównymi pokazami scenicznymi, uczestnicy mogą liczyć na dodatkowe atrakcje, takie jak spektakl dla jednego widza, wieczory open improv (w których każdy z widzów może spróbować swoich sił na scenie), muzyczne improwizacje, a także liczne warsztaty improwizacji scenicznej.
Do tej pory widzowie mogli zobaczyć na scenie członków formacji kabaretowych oraz aktorów, m.in.: Szymona Majewskiego, Grzegorza Halamę, Mariusza Kałamagę, Tomasza Majera, Adama Grzankę, Abelarda Gizę, Anetę Zając i Tomasza Jachimka.

## Edycje

### Rok 2011
- polscy wykonawcy: AD HOC, Klancyk!, W Gorącej Wodzie Kompani, Siedem Razy Jeden
- miejsce: Centrum Kultury Rotunda

### Rok 2012
- polscy wykonawcy: AD HOC, IMPROKRACJA, Klancyk!, No Potatoes, Siedem Razy Jeden, W Gorącej Wodzie Kompani, Grzegorz Halama, Mariusz Kałamaga, Adam Grzanka
- zagraniczni wykonawcy: The Mischief (UK)
- miejsce: Centrum Kultury Rotunda

### Rok 2013
- polscy wykonawcy: AD HOC, Afront, IMPROKRACJA, Peleton, HOFESINKA, Gzik, So Close, Tubajfor
- zagraniczni wykonawcy: Racing Minds (UK)
- miejsce: Centrum Kultury Rotunda

### Rok 2014
- polscy wykonawcy: AD HOC, IMPROKRACJA, Peleton, Ż.B.I.K., wymyWammy, So Close, Tubajfor, Peleton, Abelard Giza
- zagraniczni wykonawcy: Simone Schwegler & Gerald Weber, Czech Improv All-Stars
- miejsce: Centrum Kultury Rotunda

### Rok 2015
- polscy wykonawcy: AD HOC, Przyjezdni, Szymon Majewski, Peleton, IMPROKRACJA, Teraz, Musical Improwizowany, Klub Komediowy, Aneta Zając, Tomasz Majer
- zagraniczni wykonawcy: IGLU Theatre (Słowenia)
- miejsce: Centrum Kultury Rotunda

### Rok 2016
- polscy wykonawcy: AD HOC, Dwie Siostry, Dwaj Panowie, Peleton, Ewa Błachnio, Hurt Luster, Muzyczne chwile z Maćkiem i Krzyśkiem, Teatr Improv AB OVO, IMRPOKRACJA, Klancyk!
- zagraniczni wykonawcy: Neil Curran, Jim Libby, Rod Ben Zeev
- miejsce: Scena Piastowska 47

### Rok 2017
- polscy wykonawcy: AD HOC, Siedem Razy Jeden, Poławiacze Pereł, W Trzech Osobach, Klancyk!, IMPROKRACJA, 7 Kobiet w Różnym Wieku
- zagraniczni wykonawcy: Folie a deux (UK), The Boys – Susan Messing & Rachael Mason (USA)
- miejsce: Klub Studio

### Rok 2018
- polscy wykonawcy: AD HOC, Damy na Pany, Arnold Improv, irga, Innymi Słowy Impro, Hulaj po Warszawsku, Wojciech Tremiszewski, Rafał Kaczmarski, Paweł Kukla, IMPROKRACJA, Klancyk!, W Gorącej Wodzie Kompani
- zagraniczni wykonawcy: Heather Urquhart & Jules Munns (UK), David Razowsky & Jonathan Pitts (USA)
- miejsce: Klub Studio

### Rok 2019
- polscy wykonawcy: AD HOC, BEZ WYJŚCIA, GRUPA LUDZI, HOFESINKA, IMPRO Atak!, IMPROKRACJA, IMPY, KLUB KOMEDIOWY, L et S DUET, NARWANI Z KONTEKSTU
- zagraniczni wykonawcy: BABY WANTS CANDY
- miejsce: Klub Studio

Jubileuszowa dziesiąta edycja zaplanowana jest na 5-7 listopada 2021.